# Sharptown
La ville de Sharptown est située dans le comté de Wicomico, dans l’État du Maryland, aux États-Unis. Sa population s’élevait à 691 habitants lors du recensement de 2020.